# دیوید مک فارلین
دیوید مک فارلین (متولد ۱۹۵۲ در همیلتون انتاریو) روزنامه‌نگار و نمایشنامه نویس و رمان‌نویس کانادایی است.
اولین رمان او به نام «تابستان گذشت» در سال ۱۹۹۹ نامزد جایزه گیلر و برنده جایزه ادبی اولین رمان کتاب کانادا شد.
خاطرات خانواده نیوفاندلند او به نام «درخت خطر» (که با نام «از دور می‌آید» در آمریکا) سال ۱۹۹۱ چاپ شده بود، مورد توجه منتقدین بی شماری قرار گرفت.
جدیدترین رمانش با نام «شکل زیبایی» در سال ۲۰۱۳ به چاپ رسید و برنده جایزه ادبی بسانی شد. این رمان در نشریه وال استریت اینگونه توصیف شد «داستانی جذاب از عشق، سرنوشت و افسوس»
آثار مک فارلین در نشریات و روزنامه‌های مختلف برایش جایزه ملی روزنامه و جوایز متعدد ملی نشریه را به همراه داشتند.
یکی از آثار او به نام نمایشنامه «بسته‌بندی ماهی» در تئاتر تاراگون به نمایش درآمد.
پرتره موسیقی شهری که او در آن زندگی می‌کند با نام «سوئیت تورنتو» توسط گروه موسیقی سالزبورگ در تئاتر گلن گولد اجرا شد.
مک فارلین با همکاری موسیقیدانی با نام داگلاس کمرون، اثری با نام «از دری که تو آمدی» که با اجرای موسیقی دو نفره بر اساس داستان‌های «درخت خطر» را اجرا کرده‌است.
او تا سال ۲۰۰۳ برای ستون هنر نشریه گلوب اند میل مطلب می‌نوشت.

## آثار
- درخت خطر (۱۹۹۱) (این اثر در سال ۲۰۰۲ توسط آلموت کارستنز با عنوان «Der verlorene Sommer» به آلمانی ترجمه و چاپ شده‌است)
- تابستان گذشت (۱۹۹۹)
- بسته‌بندی ماهی (۲۰۰۵)
- شکل زیبایی (۲۰۱۳)